# دينيس دافيدوف (لاعب كرة قدم)
دينيس دافيدوف (بالروسية: Денис Алексеевич Давыдов)‏; (ولد في 22 آذار / مارس 1995)، هو الروسي لكرة القدم المهاجم الذي يلعب حاليا لنادي سبارتاك موسكو.

## وصلات خارجية
- دينيس دافيدوف (لاعب كرة قدم) على موقع الاتحاد الأوربي (الإنجليزية)
- دينيس دافيدوف (لاعب كرة قدم) على موقع قاعدة بيانات كرة القدم.إي يو (الإنجليزية)
- دينيس دافيدوف (لاعب كرة قدم) على موقع ناشيونال فوتبول تيمز (الإنجليزية)
- دينيس دافيدوف (لاعب كرة قدم) على موقع Soccerway.com (الإنجليزية)
- دينيس دافيدوف (لاعب كرة قدم) على موقع عالم كرة القدم.نت (الإنجليزية)

- التعريف الدوري الروسي الممتاز